# Lentefranjehoed
De lentefranjehoed (Psathyrella fatua, synoniem:  Psathyrella exalbicans) is een schimmel die behoort tot de familie Psathyrellaceae. Hij leeft saprotroof op de grond in parken en loofbossen, soms in naaldbossen, graslanden of moerassen, op voedselrijke klei of humeus zand.

## Kenmerken

### Uiterlijke kenmerken
Hoed
De hoed heeft een diameter van 8-52(62) mm. Het velum is schaars aanwezig. Bij droogte wordt de rand lichtroze.
Lamellen
De lamellen zijn breed aangehecht en hebben meestal een subdecurrente tand. Ze variëren in kleur van klei tot donker paarsbruin. De lamelsnede is bij droogte licht roze.
Steel
De steel is recht tot gebogen, wit van kleur, soms lichtbruin verkleurend, met een pruine top en soms geribbeld aan de basis. Het vlees is stevig, wit tot bleek van kleur, soms meer gepigmenteerd aan de basis.
Geur en smaak
De geur en smaak zijn niet opvallend.  

### Microscopische kenmerken
De basidia hebben vier sporen en zijn 15-25 × 7,5-10 µm groot. De sporen zijn elliptisch tot cilindrisch, bruin tot donkerrood, met een duidelijke kiempore. Ze meten (6,3–) 6,8–10,5 (–11,7) × 4–5,6 µm, gemiddeld 7,7–9 × 4,5–5,2 µm, Q (1,4–) 1,5–2,2 (–2,3). De pleurocystidia meten (21–)30–60(–65) × 9–19(–21) µm. De cheilocystidia meten 20–45(–60)
× 8–18 µm. De paracystidia zijn utriform, hyaliene, verspreid, hebben geincrusteerde wanden en meten 8–40(–45) × 5–23(–35) µm.

## Vergelijkbare soorten
De lentefranjehoed kan soms worden verward met de nauw verwante vroege franjehoed (Psathyrella spadiceogrisea), maar verschilt daarvan door de vaak gebundelde groeiwijze, een bruine hoed zonder grijze tinten en iets kleinere vruchtlichamen.

## Verspreiding
De lentefranjehoed komt vrij zeldzaam voor in Nederland. Hij staat op de rode lijst in de categorie 'kwetsbaar'.

## Foto's

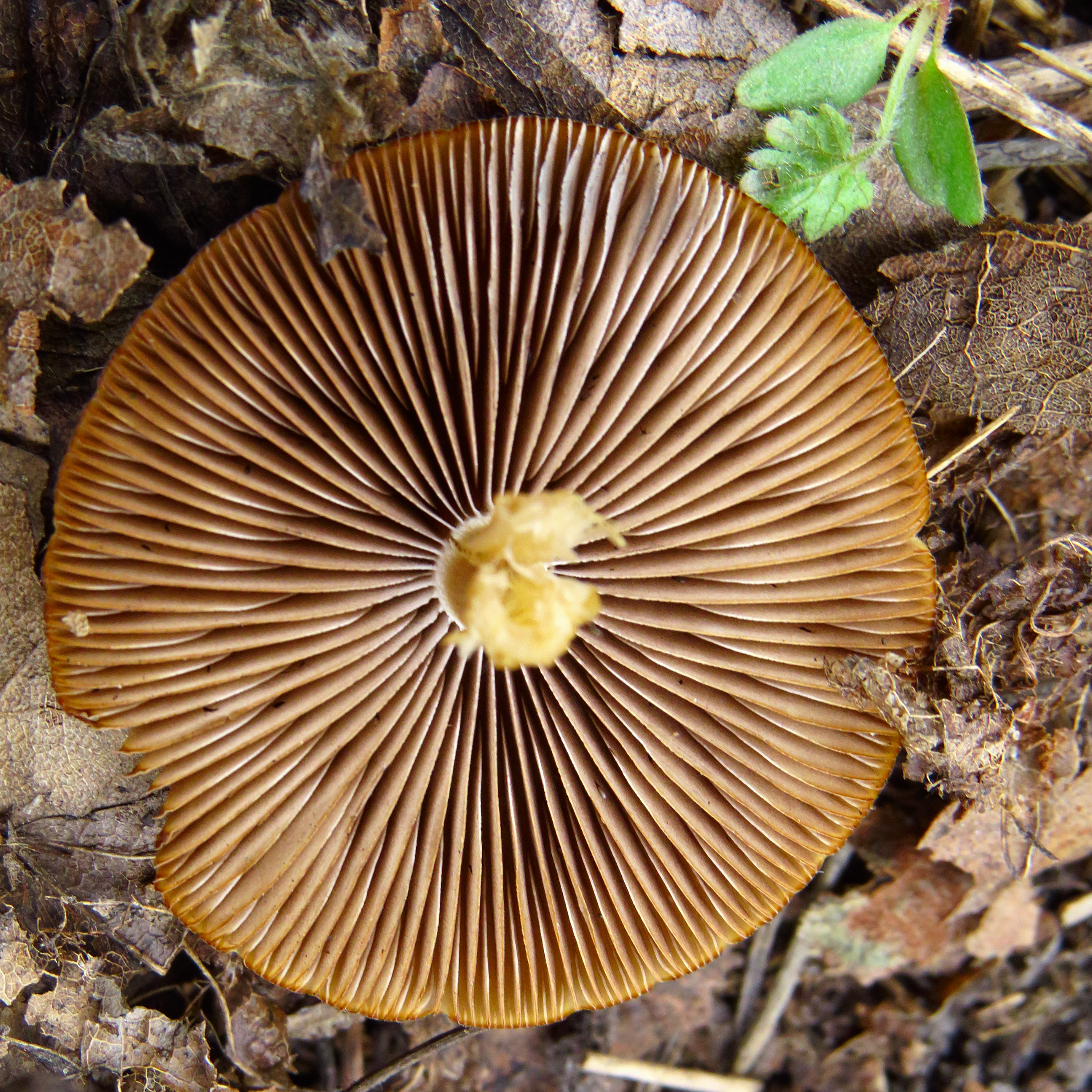
Lamellen
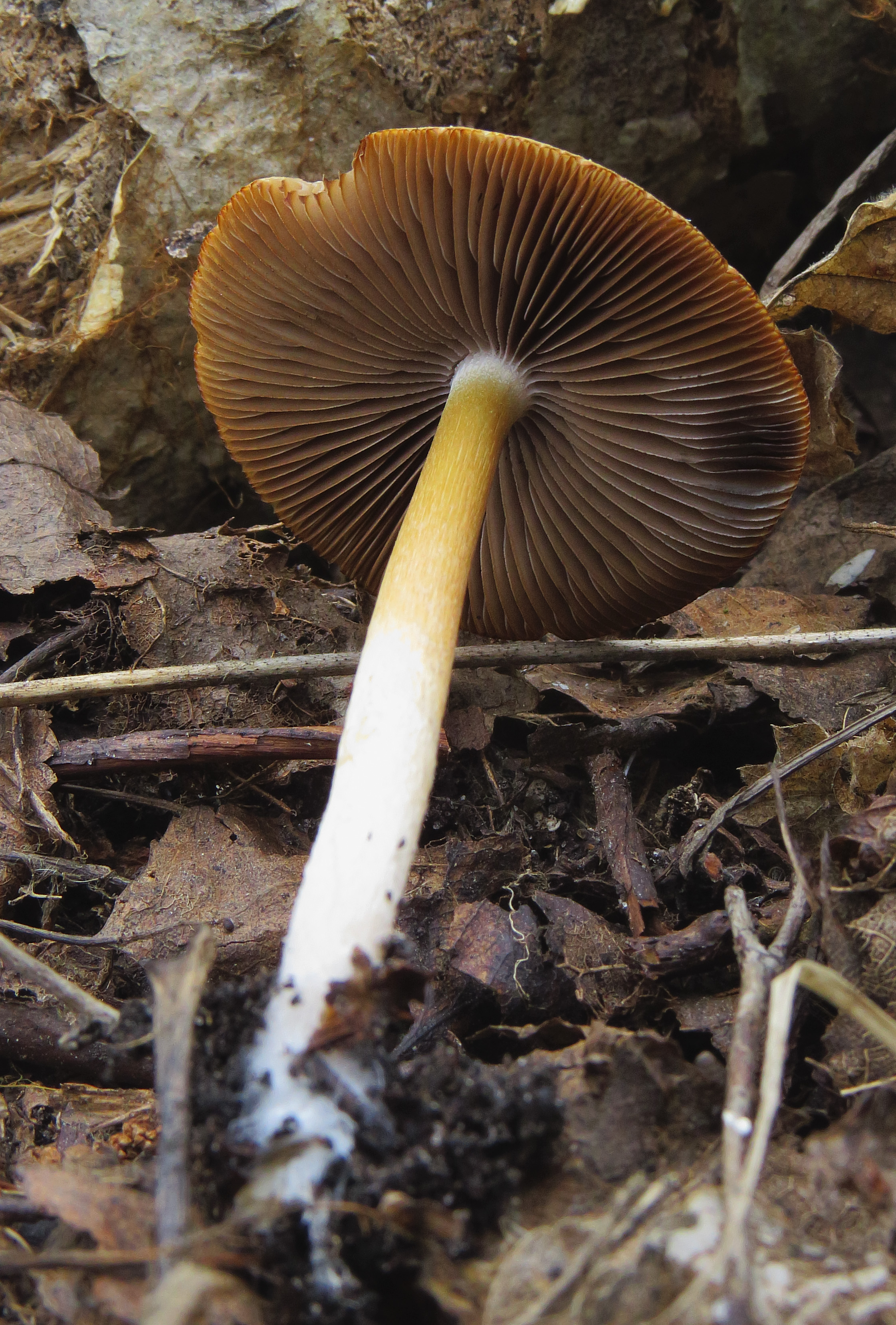
Steel